# Bos sauveli
Il kouprey (Bos sauveli Urbain, 1937) è un grosso bovide selvatico diffuso in Asia sud-orientale.

## Descrizione
Il kouprey è un ungulato molto grande, circa delle stesse dimensioni di un bufalo acquatico selvatico. Il maschio di kouprey può misurare fino a due metri d'altezza al garrese e pesare in media 900 chilogrammi. Comunque, secondo gli zoologi vietnamiti, nelle mandrie di kouprey scoperte recentemente in Vietnam vi sono esemplari che pesano circa 1700 kg. I kouprey hanno corpi alti ma sottili, zampe lunghe e dorsi gibbosi. I kouprey possono essere sia grigi che bruno scuri o neri. Le corna delle femmine sono a forma di lira, con spirali rivolte verso l'alto come quelle delle antilopi. Le corna dei maschi, larghe e incurvate all'indietro, sono rivolte verso l'alto ed iniziano a logorarsi sulle punte a circa tre anni di età. Entrambi i generi hanno narici frastagliate e code lunghe.

## Biologia
I kouprey sono diurni; di notte si spingono in zone aperte per pascolare, mentre di giorno si ritirano sotto la copertura della foresta. Vivono in mandrie che possono raggiungere i venti esemplari, composte generalmente solo da vacche e piccoli, ma che durante la stagione secca possono ospitare anche tori.

## Distribuzione e habitat
Vive soprattutto in Cambogia settentrionale, ma si ritiene che si trovi anche in Laos meridionale, Vietnam occidentale e Thailandia orientale. I kouprey vivono nelle basse colline parzialmente ricoperte da foresta, dove si nutrono soprattutto di erba.

## Tassonomia
Recenti ricerche pubblicate dal Journal of Zoology della Northwestern University di Londra indicano che uno studio effettuato sulle sequenze mitocondriali ha mostrato che il kouprey possa essere un ibrido tra uno zebù ed un banteng. Comunque, gli autori di questo studio hanno abbandonato questa ipotesi e dopo il ritrovamento di un cranio fossilizzato del Pleistocene superiore o dell'Olocene inferiore hanno invece concluso che non si tratta di un ibrido. Analisi genetiche più recenti, comunque, hanno dimostrato che il kouprey è una specie vera e propria. Vi è la possibilità che esista una seconda popolazione più piccola di kouprey.

## Estinzione
Secondo l'ultima valutazione riportata su IUCN, la specie potrebbe essere estinta. Infatti gli ultimi avvistamenti ritenuti attendibili risalgono al 1969. Una ricerca a mezzo di trappole fotografiche condotta nel 2011 su una vasta area ha prodotto immagini di bovidi affini (Bos gaurus, Bubalus arnee e Bos javanicus) ma nessuna immagine di Bos sauveli.